# ウィンドスウェプト
『ウィンドスウェプト』（Windswept）は、ブライアン・フェリーが1985年に発表した4曲入りEPである。

## 解説
表題曲「ウィンドスウェプト」は同年6月に発表された通算6作目のアルバム『ボーイズ・アンド・ガールズ』の収録曲で、同アルバムからの3作目のシングルとしてカットされた。本作は同シングルと相前後して発表されたもので、同シングルの収録曲に2曲が加えられた。
「ウィンドスウェプト」を除く3曲は、5作目のアルバム『ベールをぬいだ花嫁』（1978年）の制作時に録音された未発表曲である。
- クレイジー・ラヴ – 原曲はヴァン・モリソンのアルバム『ムーンダンス』（1970年）収録曲
- フィール・ザ・ニード – 原曲はザ・デトロイト・エメラルズのアルバム"You Want It, You Got It"（1972年）収録曲
- ブロークン・ウイングス – フェリー作

## 収録曲
| #         | タイトル                         | 作詞・作曲   | 時間 |
| --------- | -------------------------------- | ------------ | ---- |
| 1.        | 「ウィンドスウェプト Windswept」 | Bryan Ferry  | 4:34 |
| 2.        | 「クレイジー・ラヴ Crazy Love」  | Van Morrison | 4:33 |
| 合計時間: | 合計時間:                        | 合計時間:    | 9:07 |

| #         | タイトル                                | 作詞・作曲   | 時間 |
| --------- | --------------------------------------- | ------------ | ---- |
| 1.        | 「フィール・ザ・二ード Feel the Need」  | Abrim Tilmon | 4:33 |
| 2.        | 「ブロークン・ウイングス Broken Wings」 | Ferry        | 3:02 |
| 合計時間: | 合計時間:                               | 合計時間:    | 7:35 |